# Akallabêth
De Akallabêth (Adûnaisch, de ondergang. Quenya: Atalantë) is een kort verhaal van J.R.R. Tolkien. Het is een door Elendil geschreven fictief boek over de ondergang van Númenor dat is opgenomen in De Silmarillion.
De Akallabêth verhaalt over wat er met de mensen gebeurde nadat Morgoth in de Oorlog van Gramschap definitief verslagen werd en waarin Sauron naar het oosten van Midden-aarde vluchtte voor de macht van de Valar.

## Verhaal
De eerstgeborenen - de elfen zoals de Noldor - mochten terugkeren naar Valinor nadat hun eigen land, Beleriand, samen met de landen van Morgoth in zee was verzonken.
De mensen van de Drie huizen van de Edain mochten ook naar het westen varen en kregen in het gezicht van Valinor een land dat later Númenor werd genoemd. In Númenor woonden de mensen die door de elfen Dúnedain werden genoemd, de mensen van Westernisse, die een langer leven hadden dan welk mensenras ook. Vele jaren woonden ze in vrede in Númenor, maar onrust kwam over hun harten omdat ze niet te ver naar het westen mochten varen - ze mochten niet in Valinor of op Tirion aankomen - en ze hunkerden naar het rijk Valinor en het eeuwige leven.
Naar het oosten voeren de Dúnedain wel, en er wordt verhaald hoe ze in Midden-aarde steden en vestingen zoals Umbar en Pelargir bouwden en de donkere mensen aldaar veel leerden.
Sauron had zich ondertussen gevestigd in Mordor en voerde oorlog tegen de elfen en Dúnedain in Midden-aarde om de heerschappij.
Númenor groeide in macht en drong Saurons invloed naar het oosten terug. De koningen van Númenor raakten echter afgunstig op de Elfen en de Valar, omdat zij niet het eeuwige leven hadden en niet naar het westen mochten varen. Uiteindelijk keerden de koningen zich openlijk tegen de Elfen, negeerden de oude rituelen, en vereerden de Valar niet langer. Hierdoor ontstond een schisma tussen de koningen en hun aanhangers (Partij van de Koning) en de Elendili die nog wel de elfen te vriend hielden en de Valar vereerden. Ondanks dit hielden de koningen zich nog steeds aan het gebod van de Valar om niet naar het westen te zeilen.
De laatste koning van Númenor, Ar-Pharazôn, landde in Midden-aarde met een groot leger, dwong Sauron tot overgave en voerde hem als slaaf naar Númenor. Hier echter speelde hij handig met de frustratie van de koning over zijn sterfelijkheid en verspreidde hij listige leugens onder de Númenoreanen. Daardoor kwam een diepe kloof tussen de Elendili en de Partij van de Koning. In navolging van de koning die steeds afhankelijker werd van Sauron gingen zijn aanhangers zoeken naar een middel waarmee ze hun sterfelijkheid konden opheffen en de macht van de Valar over te nemen. De koning gaf daarom opdracht een grote vloot in gereedheid te brengen om Valinor aan te vallen, maar toen hij met zijn leger op de heilige kusten landden, lieten de Valar de toorn los die de mensen zo erg vreesden: de koning en zijn leger werden door de aarde verzwolgen, en ook Númenor werd door de zee verzwolgen.
Sauron overleefde de ramp en vluchtte terug naar Mordor. Ook de nog levende Elendili slaagden erin aan de ondergang te ontkomen en voeren naar Midden-aarde, naar de Numenoreaanse steden aldaar. Zij stichtten er de rijken in ballingschap: Arnor in het noorden en Gondor in het zuiden. Umbar bleef in handen van de getrouwen van de koning.
Ainulindalë · Valaquenta · Quenta Silmarillion · Akallabêth · Over de Ringen van Macht en de Derde Era